# Anomalon ejuncidum
Anomalon ejuncidum är en stekelart som beskrevs av Thomas Say 1835. Anomalon ejuncidum ingår i släktet Anomalon och familjen brokparasitsteklar. Inga underarter finns listade i Catalogue of Life.